# Валдайский проезд
Валда́йский прое́зд — улица между Беломорской улицей и Прибрежным проездом. Длина — 1,1 км.
Проезд расположен в Северном административном округе, в районе Левобережный.
Назван 10 февраля 1978 г. по Валдайской возвышенности, одному из районов Русской равнины, и городу Валдаю Новгородской области, в связи с расположением на северо-западе Москвы.